# Christian Martin (Philosoph)
Christian Georg Martin (* 11. März 1980 in Singen (Hohentwiel)) ist ein deutscher Philosoph. Er lehrt seit 2022 als Professor an der Universität Stuttgart.

## Leben
Martin studierte Philosophie, Germanistik und Slavistik in Freiburg, Prag und München, wo er 2006 seinen M.A. erlangte. Im Anschluss daran wurde er 2009 bei Thomas Buchheim, Axel Hutter und Anton F. Koch mit einer Arbeit zu Hegels Logik promoviert. Ab 2009 war Martin Wissenschaftlicher Mitarbeiter an der LMU München. Er absolvierte Forschungsaufenthalte als Visiting Scholar an der University of Chicago und als Visiting Senior Research Fellow am Forschungskolleg Analytischer Deutscher Idealismus (FAGI) der Universität Leipzig. Im Jahr 2019 war Martin unter James Conant Gastprofessor am Humboldt-Lehrstuhl für Theoretische Philosophie der Universität Leipzig und unter Sandra Laugier Gastprofessor an der Universität Paris 1 Panthéon-Sorbonne. Im darauffolgenden Jahr war er unter Robert Pippin Kohut Visiting Professor of Social Thought an der University of Chicago. Unmittelbar vor seiner Berufung auf den Lehrstuhl für Philosophie einschließlich Philosophiegeschichte an der Universität Stuttgart hielt er Lehrstuhlvertretungen an der Universität Heidelberg und der Universität Stuttgart.

## Werk
Martins philosophische Forschung erstreckt sich über ein breites Spektrum historischer und systematischer Bereiche. Im historischen Kontext konzentriert er sich auf drei Hauptgebiete: die Klassische Deutsche Philosophie, mit besonderem Augenmerk auf Immanuel Kant, F. W. J. Schelling und G. W. F. Hegel; die frühe Analytische Philosophie, wobei er sich vorrangig mit Frege und Wittgenstein auseinandersetzt; sowie die Kontinentale Philosophie des 20. Jahrhunderts, mit Schwerpunkt auf den Werken von Walter Benjamin, Ernst Cassirer und Martin Heidegger. In seinen systematischen Untersuchungen widmet sich Martin einer Vielzahl fundamentaler philosophischer Disziplinen. Dazu gehören Metaphysik, Erkenntnistheorie und Sprachphilosophie. Darüber hinaus befasst er sich eingehend mit Naturphilosophie und den philosophischen Grundlagen der Ökologie. Nicht zuletzt bildet auch die Ästhetik einen wichtigen Bestandteil seiner Forschungsarbeit.

## Monographien
- Christian Georg Martin: Ontologie der Selbstbestimmung. Eine operationale Rekonstruktion von Hegels „Wissenschaft der Logik“ (= Collegium metaphysicum, Band 5). Mohr/Siebeck, Tübingen 2012, ISBN 978-3-16-152061-7, zugleich: Dissertation, Universität München, 2010
- Christian Georg Martin: Die Einheit des Sinns. Untersuchungen zur Form des Denkens und Sprechens. Brill|Mentis, Paderborn 2020, ISBN 978-3-95743-175-2, zugleich: Habilitationsschrift, LMU München, 2019

## Herausgeberschaften
- Christian Martin (Hrsg.): Language, Form(s) of Life, and Logic: Investigations after Wittgenstein (= On Wittgenstein, Band 4). de Gruyter, Berlin/New York 2018, ISBN 978-3-11-051628-9.
- Christian Georg Martin (Hrsg.): Naturästhetik im Zeitalter der ökologischen Krise. Brill|Mentis, Paderborn 2022, ISBN 978-3-95743-268-1.

## Aufsätze in Zeitschriften
- Heideggers Physis-Denken. In: Philosophisches Jahrbuch. Band 116, 2009, S. 90–114, Digitalisat.
- Four Types of Conceptual Generality. In: Graduate Faculty Philosophy Journal. Band 36, Nr. 2, 2015, S. 397–423, doi:10.5840/gfpj201536224.
- Wittgenstein on Perspicuous Presentations and Grammatical Self-Knowledge. In: Nordic Wittgenstein Review. Band 5, Nr. 1, 2016, S. 79–108, Digitalisat.
- Poetry as a Form of Knowledge. In: SATS: Northern European Journal of Philosophy. Band 17, Nr. 2, 2016, S. 159–184, doi:10.1515/sats-2015-0012.
- Hegel on Judgments and Posits. In: Hegel-Bulletin. Band 37, Nr. 1, 2016, S. 53–80, doi:10.1017/hgl.2016.3.
- Hegel on Truth and Absolute Spirit. In: Idealistic Studies. Band 47, Nr. 3, 2017, S. 191–217, doi:10.5840/idstudies201911584.
- On Redrawing the Force-Content Distinction. In: Nordic Wittgenstein Review. Band 8, Nr. 1-2, 2019, S. 175–208, doi:10.15845/nwr.v8i1-2.3531.
- Kant on Concepts, Intuitions, and the Continuity of Space. In: Idealistic Studies. Band 50, Nr. 3, 2020, S. 233–259, doi:10.5840/idstudies2020119122.
- Ursprünge transzendentaler Ästhetik. Zum Wandel von Kants Raum- und Zeitargumentation von der Inauguraldissertation zur „Kritik“. In: Kant-Studien. Band 111, Nr. 3, 2020, S. 331–385, doi:10.1515/kant-2020-0039.
- Three Attitudes towards Nature. In: Hegel-Bulletin. 2022, S. 1–25, doi:10.1017/hgl.2021.17